# JSV Baesweiler 09
Maillots
Dernière mise à jour : 19 avril 2011.
Le JSV Baesweiler 09 est un club sportif allemand localisé à Baesweiler, à proximité d’Aix-la-Chapelle, en Rhénanie du Nord/Westphalie.
Ce club est le successeur et héritier des traditions du SV Baesweiler 09 qui fut déclaré en faillite à l’été 1999 et reconstitué sur base des équipes de jeunes.

## Histoire (football)

Logo de l'ancien SV Baesweiler 09

Le club fut fondé en 1909 sous l’appellation de Superior Baesweiler. 
À la fin de la Première Guerre mondiale, en 1918, il engloba le SV Oidtweiler puis deux ans plus tard, il fusionna avec son voisin du Alemannia Baesweiler pour former le SV Baesweiler 09.
Le club se fit sportivement remarquer dans les années 1920 et au début des années 1930. Son équipe, compétitive, fut surnommée "Wunderknaben" (les prodiges). 
En 1945, le club fut dissous par les Alliés, comme tous les clubs et associations allemands (voir Directive n°23). Il fut rapidement reconstitué.
En 1947, le SV Baesweiler 09 fut versé en Amateurliga Mittelrhein. Il joua dans cette ligue située au 3e rang de la hiérarchie et qui fut renommée Landesliga Mittelrhein jusqu’en 1956, alors que la division allait être rebaptisée Verbandsliga Mittelrhein. Relégué, le club remonta directement.
En 1960, le club conquit le titre de la Verbandsliga Mittelrhein. Il se classa 3e et dernier du tour final pour la montée en 2. Oberliga. Le club refusa la montée après le renoncement du BV Selm.
Après avoir joué au 4e niveau, de 1970 à 1972, le SV Baesweiler 09 retrouva la Verbandsliga Mittelrhein et y évolua jusqu’en 1978. À ce moment, le cercle fut qualifié pour être un des fondateurs de la nouvelle Oberliga Nordrhein, créée au 3e étage de la pyramide du football allemand. Il y joua jusqu’en 1982. Relégué, il remonta l’année suivante et presta encore deux saisons en Oberliga. En 1986, le cercle remonta tout de suite après sa relégation, mais se classa dernier au 3e niveau en n’ayant récolté que 8 points.
Le SV Baesweiler 09 recula alors dans l’anonymat des séries de la Fußball-Verband Mittelrhein (FVM). En 1995, le club remonta en  Oberliga Nordrhein qui depuis l’année précédente était située au 4e niveau, à la suite de l’instauration des Regionalligen au troisième étage.
Jusqu’à la fin de saison 1998-1999, le SV Baesweiler 09 se maintint en Oberliga mais durant l’été 1999 il fut déclaré en faillite. L’équipe "Premières" ne fut pas alignée à la reprise des compétitions. Sur base des équipes de jeunes, un nouveau club appelé Jungend-SV Baesweiler 09 fut reconstitué.
L’équipe "Premières" du JSV 09 redémarra en Kreisliga A. Avec une toute nouvelle équipe composée de jeunes encadrés par l’entraîneur de l’ancien club, le JSV 09 loupa la montée lors du tour final mais décrocha la promotion l’année suivante. Il fut de nouveau champion en Bezirksliga, en 2002, mais ne put se maintenir en Landesliga Mittelrhein et redescendit.
En 2010-2011, le JSV Baesweiler 09 évolue en Bezirksliga Mittelrhein (Groupe 4), soit au 8e niveau de la hiérarchie de la DFB.

## Palmarès

### SV Baesweiler 09
- Champion de la Verbandsliga Mittelrehein: 1960.

## Sources et Liens externes
- Website officiel du JSV Baesweiler 09
- Hardy Grüne, Christian Karn: Das große Buch der deutschen Fußballvereine. AGON-Sportverlag, Kassel 2009,  (ISBN 978-3-89784-362-2).
- Archives des ligues allemandes depuis 1903
- Base de données du football allemand
- Actualités et archives du football allemand
- Site de la Fédération allemande de football